# Karl Fricke
Karl Fricke es un deportista alemán que compitió para la RFA en vela en la clase Soling. Ganó una medalla de bronce en el Campeonato Europeo de Soling de 1981.

## Palmarés internacional
| Campeonato Europeo | Campeonato Europeo | Campeonato Europeo | Campeonato Europeo |
| Año                | Lugar              | Medalla            | Clase              |
| ------------------ | ------------------ | ------------------ | ------------------ |
| 1981               | Attersee (Austria) | Medalla de bronce  | Soling             |